# ブライアン・ボル
ブライアン・ボル (Brian Boru、941年頃 – 1014年4月23日、古アイルランド語:Brian Bóruma mac Cennétig、中期アイルランド語:Brian Bóruma、現代アイルランド語:Brian Bóroimhe)はアイルランド王。それまで続いていたアイルランドの名家イー・ネール(en:Uí Néill)一族によるアイルランド上王の独占を終わらせた。父ラルカンの子ケネティクおよび、特に兄マスガマンの業績を元に、ブライアンはまずマンスター王(en:King of Munster)になり、次いでレンスターを征服し、最終的にアイルランド王になった。また、彼はアイルランドの名門オブライアン家(en:O'Brien dynasty)の創始者である。

## 概要
当時のアイルランドには、人口が50万人以下だったのに対し大小さまざまな地域に150人以上の王が乱立していた。
前のアイルランド上王であった南イー・ネールの王ドムナルの子モール・セックネール(Máel Sechnaill mac Domnaill)は、同族である北イー・ネールの主力の2つの分家ケネル・エオガン(Cenél nEógain)とケネル・ゴニル(Cenél Conaill)に見捨てられながらも、1002年にアスロン(Athlone)でブライアンを新しい上王として認めた。 続く10年間、ブライアンは彼の権限を拒絶した北イー・ネール、頻繁に抵抗のあったレンスター地方、ノース系アイルランド人のダブリン王国に対して戦った。
ブライアンが苦労して手にした権威は1013年に、同盟者モール・セックネールがケネル・エオガン王フライスバールタッハ・イー・ネール(Flaithbertach Ua Néill)とアルスター人から攻撃されたときに深刻な試練を受けた。この試練はダブリン王シトリック・シルケンベアード(Sihtric Silkbeard、別名Sigtrygg Silkbeard)配下のダブリン人とレンスター王ムラハダの子モール・モルダ(Máel Mórda mac Murchada)に率いられたレンスター人によるモール・セックネールへの攻撃へと続いた。1013年にブライアンはこれらの敵と戦闘を行った。
1014年の聖金曜日、ブライアンの軍はダブリン近郊のクロンターフでレンスター・ダブリン連合軍と衝突した。クロンターフの戦いの結果はブライアン、彼の息子ムラハ(Murchad)、そして相手のモール・モルダ(Máel Mórda)まで殺される血塗られたものだった。
アルスター年代記の貴人の死者のリストにはアイルランド王、ノース系アイルランド人、スコットランド人、スカンディナヴィア人が含まれる。
この大量殺戮で一番恩恵を受けた人間は、アイルランド上王に復位したモール・セックネールだった。
ノース系アイルランド人やスカンディナヴィア人も、ニャールのサガ(Njal's Saga)、オークニーのサガ(Orkneyinga Saga)、散逸したブライアンのサガ(Brjánssaga)といった作品でブライアンに言及した。
ブライアンのモール・モルダおよびシトリックとの戦争は、ブライアンの複雑な婚姻関係、特に妻ゴルメスのそれともつれ合い絡み合っていた。

## 生涯

### 幼少期と背景

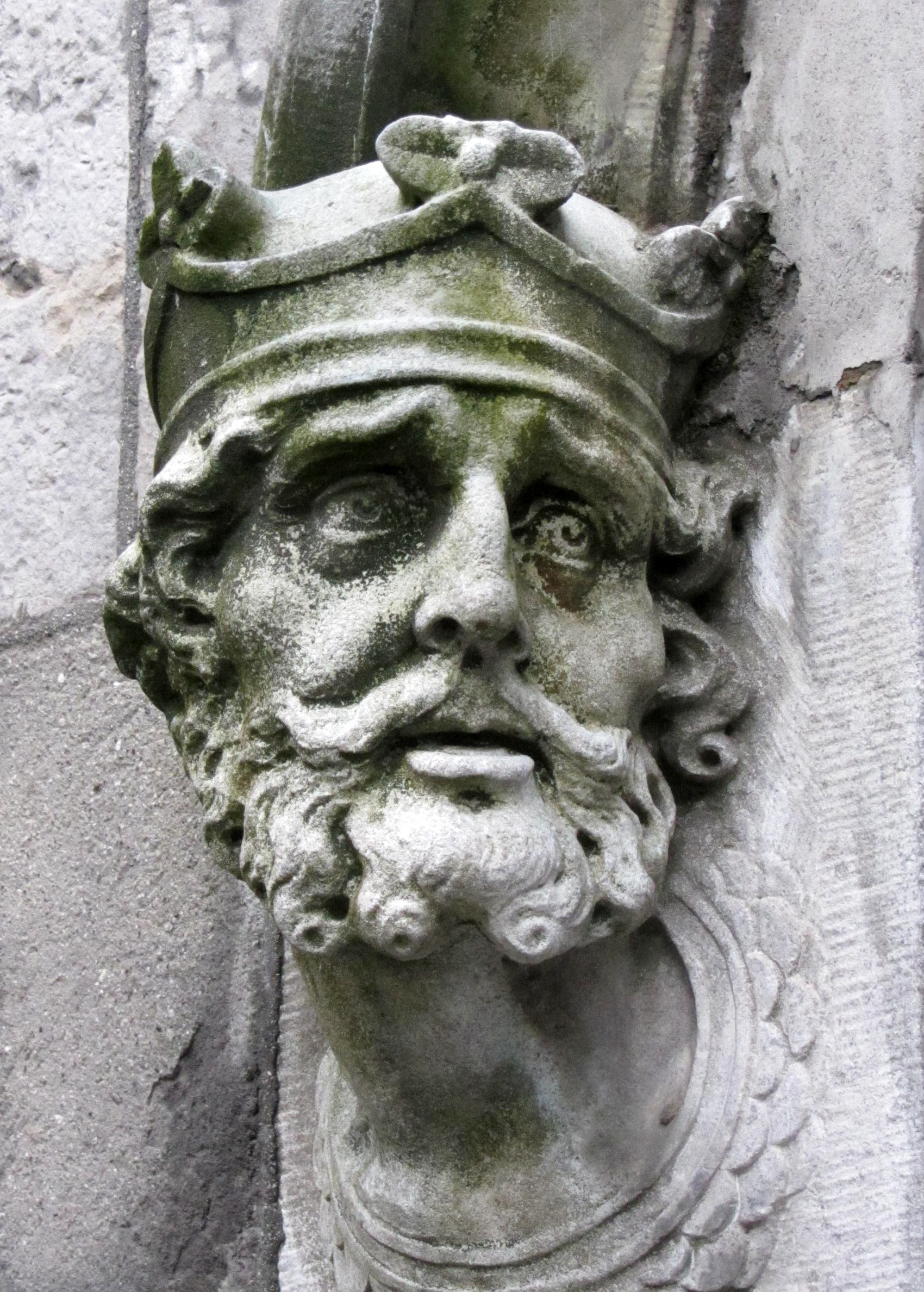
ダブリン城 チャペルロイヤルの外にあるブライアン・ボルの彫刻

多くのアイルランドの年代記は、ブライアンは1014年にクロンターフの戦いで命を落としたとき数え年88歳だったと記載している。もしそれが正しければ、これは926年か927年という早い時期にブライアンが生まれたことを意味する。逆算で得られる他の生年を示す情報は923年か942年である。
彼は一部族ドール・カイス(en:Dál gCais)の王でありトゥアドゥムム(Tuadmumu、英語表現ではトモンド(en:Thomond))王であったラルカンの子ケネティク(-951年)の、12人の息子の一人であった。トゥアドゥムムは現代のクレア県にあたる、マンスター北部の小王国である。後世の改ざんかもしれないが、ケネティクはキャシェル(ないしマンスター)の王位の相続人か後継候補を意味するrígdamna Caisilとして記録されている。
ブライアンの母は西コノートen:Maigh Seólaの王ムラハの子Urchadh(Urchadh mac Murchadh、-945年)の娘Bé Binnだった。 
生まれた土地がen:Uí Briúin Seólaに属す地だったことが、ドール・カイス周辺で珍しいブライアンという名の由来であるかもしれない。
ブライアンはトゥアドゥムムの町キラロー(Killaloe)のキンコーラ(Kincora)で生まれた。 
ブライアンの死後の姓"ボルマ"(Bóruma、英語表現でボル(Boru))は、キラローの北にあるドール・カイスが支配した砦"Béal Bóruma"を引用したものかもしれない。
ボルマの由来を説明するもう1つの説は、おそらくは後世の再解釈かもしれないが、この異名は強力な君主としての力を引用する古いゲール語bóruma("牛の贈り物")を表現している、というものである。
父が死んだ時、トゥアドゥムムの王位はブライアンの兄マスガマンに継承され、マスガマンが976年に殺された時、ブライアンはその地位に就いた。 その後、彼はマンスター王国全土の王となった。

### 出身部族ドール・カイスの状況
ブライアンはドール・カイス(Dál Cais、またはDalcassians)に属していた。ドール・カイスは今日のクレア県に相当する部分を含むシャノン川河口(en:Shannon Estuary)北部を領有していたen:Déisi起源の新興の一族であり、新しいトモンド王国の中心を形成した。初めの頃彼らの先祖は今日のリムリック県でいくらかの土地を持っていた、しかしその地には9世紀にはen:Uí Fidgentiが侵略し10世紀にはノース人が侵入してきた。
シャノン川はコノート・ミース両地方の急襲に手頃な経路だった。 ブライアンの父ケネティクと兄マスガマンは川輸送の強襲を実行しており、そこに若いブライアンは間違いなく参加していたと思われる。これはおそらく後に彼が評価を受ける経歴の１つである海軍のルーツだろう。
このドール・カイスに対する重要な影響は、シャノン川の曲がる地峡に位置する (今日では王の島(en:King's Island, Limerick)なりアイランド・フィールド(Island Field)の名で知られる) ノース系アイルランド人の都市リムリックの存在だった。
ノース人はシャノン川からたくさんの襲撃を受け、そしてその襲撃の度にドール・カイスはおそらく優れた武器や船の設計、成長力に寄与するであろうすべての要因のような技術革新に触れるなど、いくらかの影響を受けていたと思われる。

### 兄マスガマンの統治
964年、ブライアンの兄マスガマンは、古くからの由緒あるマンスターの王朝オーガノクト(en:Eóganachta)の都キャッシェル(en:Cashel, County Tipperary)を攻撃して名高い城ロック・オブ・キャシェル(Rock of Cashel)を占領し、マンスター地方全土の支配を主張した。オーガノクトは世襲の王権であり時にはマンスター上王であったが、王朝内部の闘争と度重なる暗殺によって今や無力なまでに弱まっていた。 初めの頃のウィ・ニールとヴァイキング双方からの攻撃も要因の一部であった。 
この状況は(オーガノクトにとって)正統的でない地方王権を奪おうと試みる軍国化したドール・カイスの行動を許した。しかしながら、マスガマンは決して完全には認められず、キャシェルからは半ば部外者ながら遠くマンスター南部に勢力を持つ正統なオーガノクトの要求者ブライアンの子モール・ムアドによって960年代と970年代を通じて否定を受け続けた。
また、モール・ムアドに加えて、ノース人の王 リムリックのイーヴァル(Ivar of Limerick)は脅威であった。イーヴァルは、 地方かその中の地域でのいくらかの王権の確立を試みようとしていたようでもあり、アイルランドの諸国との戦争は実は彼がこれを達成していたとさえ主張している。
イーヴァルは名高い967年のスルコイトの戦い(Battle of Sulcoit)でマスガマンによって打ち破られたが、しかしながらこの勝利はまだ決定的なものではなく、ノース人の"兵士"や"当局"をマンスターから追い出すためマスガマンはモール・ムアド達と一種の短期軍事同盟を結び、やっとのことで972年にリムリックの要塞を破壊した。
しかし、権力を要求するアイルランド人の二者はすぐに戦闘状態に戻った。そして、976年に偶然カハルの子ドヌバン(Donnubán mac Cathail)がマスガマンを捕虜にしたことでモール・ムアドは彼を殺し、続く2年間キャシェルの王として支配した。
ブライアンはマスガマンの後を継いだ。ドール・カイスは兄マスガマンがいなくなった後も依然として強い軍事力を保持しており、ブライアンはすぐに自身が兄と同様に優秀な軍事司令官であることを証明した。 既に十分弱体化していたイーヴァルを977年に片付けた後、彼は978年にモール・モルダに挑戦して決定的なベラク・レクタの戦い(Battle of Belach Lechta)で打ち負かした。もはやオーガノクトはマンスターでの存在を失い、血統に基づいたこの地方の伝統的な王位でないながらもブライアンとドール・カイスは覇権を握った。モール・ムアドへの勝利と前後して、ブライアンはドヌバンとカハー・クアンの戦い(Battle of Cathair Cuan)におけるノース人軍の残党を一掃し、おそらくイーヴァルの息子たちと後継者アラルト(Aralt)を滅ぼした。彼はそれからノース人の一部に今の住まいにとどまり続けることを許したが、彼らは裕福であり今や経済源となったブライアンの艦隊との地域の取引の中心だった.
兄マスガマンの宿敵モール・ムアドの息子キアン(Cian mac Máelmuaid)は、のちにブライアンの忠実な盟友となり彼の下でたくさんの活動に携わった。

### 権力の拡大
地元マンスター地方の支配を揺るぎないものとしたブライアンは、権力の拡大のため近隣の東のレンスター地方と北のコノート地方に目を向けた。それによって彼は、ミース地方に基盤を持つアイルランド上王モール・セックネールと衝突した。
982年から997年までの続く15年間、ブライアンがかつての父や兄と同じようにシャノン川に海軍を引き入れて川の両側のコノートとミース を攻撃し、対する上王モール・セックネールは継続的にレンスターとマンスターに軍を送り込んだ。
彼はこの戦いで何度も敗北して経験を積み重ね、そこから、その後の戦いで大きな力を発揮する陸軍と河川・海岸双方に展開する海軍を組み合わせた軍事戦略を開発した。
支配下にあるノース系アイルランド人の都市からの派遣団を含んだブライアンの海軍は、間接的ないし直接的に陸軍を支援した。遠く離れた場所から敵への陽動攻撃を仕掛けている艦隊が間接的な支援をし、翼包囲の一翼として行動する海軍が直接支援し、陸軍がその他の翼を担った。
996年にブライアンはついにレンスター地方を掌握した。これは次の997年にモール・セックネールの意思を妥協に至らせた。つまりモール・セックネールは、アイルランドの南半分であるen:Leth Moga(マンスター地方とレンスター地方、そして各地域の中のアイルランド系ノース人の都市を含む)へのブライアンの権力を認識することで、自身はen:Leth Cuinn(アイルランドの北半分。ミース地方、コノート地方、アルスター地方から構成される。)への権力だけを維持している状況に直面している事実を率直に受け入れた。
彼がきっちりブライアンの権力に従ったので、998年にレンスター王が屈服しムラハダの子モール・モルダ(Máel Morda mac Murchada)に交代した。モール・モルダが置かれたこの状況下で、公然とブライアンの権威への抵抗を起こしたことは驚くものではない。それに応えてブライアンは、モール・モルダの盟友であり従兄弟のシトリック・シルケンベアードの支配していたアイルランド系ノース人の都市ダブリンの包囲を意図してマンスター地方の軍力を集めた。 モール・モルダとシトリックは共に、攻城戦の危険を回避してブライアンの軍と会戦することを決めた。そうして999年、ブライアンと反乱軍はグレン・モーマの戦い(Battle of Glen Mama)で戦った。
この戦いについて語られている「朝から真夜中まで続いた」あるいは「レンスター＝ダブリン合同軍側が4千人の死者を出した」といった話には疑問の余地があるが、少なくともこの戦いが特別に激しく血塗られたものであった点についてアイルランドについての年代記の記述は全て一致している。いずれにしてもブライアンは、都市を占領して富を略奪した32年前のスルコイトの戦いの余波のように勝利を収めた。
もう一度、しかしながらブライアンは和解を選んだ。彼はシトリックに戻るように要求しダブリンの支配者としての彼の地位を回復し、かつてオーガノクト王キアンにしたのと同じように、自分の娘の一人をシトリックに娶らせた。
ブライアンがシトリックの母でありモール・モルダの姉妹でもありモール・セックネールの前妻であるゴルメスと結婚したのはこの時かもしれない。

### アイルランドの闘争
ブライアンの野心は997 年の和解では満たされていなかった。それは1000年、彼が上王モール・セックネールの領地ミース地方へマンスター＝レンスター＝ダブリン連合軍による攻撃を主導したことで明確になった。アイルランド全土の覇権を巡る争いが再開された。
モール・セックネールの最も重要な同盟者はコノート王タイグの子コンホバルの子カハル(Cathal mac Conchobar mac Taidg、オコーナー一族)だったが、これはたくさんの問題をはらんでいた。ミース地方とコノート地方はシャノン川によって分断されていたが、これはブライアンの海軍がどちらの地方の岸も攻撃できるルートであり、一方で二人の支配者が攻撃しあう際の障壁として機能していた。モール・セックネールは、2つの橋をシャノン川にかけるという独創的な解決法を思いついた。これらの橋は  シャノン川を遡上するブライアンの艦隊を妨げる障害として、一方でミース地方とコノート地方の軍が互いの王国を行き来できる手段として機能するだろう。
複数の年代記は、1002年にモール・セックネールが上王の称号をブライアンに譲ったと述べているが、その理由については何も触れていない。
アイルランドの諸国との戦争では、ブライアンがミース地方のタラの丘で上王モール・セックネールに戦いを挑み上王は軍を動員するため1ヶ月の休戦を要求したものの、モール・セックネールは配下に当たる各地域の支配者を期日までに集めることができなかったために、ブライアンに称号を渡さざるを得なかったと書いている。
しかし、ブライアンの戦い方を考えてみると、この説明にはいくつかの疑問がある。もし彼が敵を自分に有利な状況で敵を発見したのであれば、中途半端であっても敵に時間を与えるよりはむしろその優位性を十分に活用したはずである。また、モール・セックネールとブライアンの間の戦闘の長さと激しさがあれば、上王が戦うことなしに称号を譲るとは考えづらい。
実際に戦闘が起こったかどうか、そしてその戦闘が特殊な状況下に有ったのかについてはいくらか疑いの余地がある。しかしながら一般には、1002年にブライアンは新しいアイルランド上王に就いたことが受け入れられている。
それまでにこの称号を持っていた何人かと違ってブライアンは、名目上ではない実態のある上王になるつもりであったが、これを達成するために彼はいまだ自分の上王としての権威を認めない唯一の地域アルスター地方の支配者を自身の意思に従わせる必要があった。
アルスターの地理は、ブライアンに困難な課題を提示していた。侵略軍がその地に入るルートは3つあったが、そのどれもが防衛する側に味方していた。 ブライアンは初めにこれらの防戦のチョークポイント(軍事航路)を通過なり迂回なりする手段を見つけ、その上でさらに自治地域のアルスター王を厳しく鎮圧するというプロセスを踏む必要があった。
ブライアンが自分の目標を達成するために10年間を要しアイルランドの残りの軍事勢力の全てをアルスターに投じたたことは、どれだけアルスター王が手強い相手であったかを示している。もう一度ブライアンは、彼に勝利をもたらしてきた陸海軍の作戦を使った。アルスターの支配者達はブライアンの進軍を止めることができた間、彼の艦隊が彼らの王国の岸を攻撃するのを防ぐことができなかった。しかしアルスター地方へ足を踏み入れることはブライアンにとって目標の半ばを達成したにすぎなかった。ブライアンは 反抗する各地域の支配者を整然と打ち破り、彼らに君臨する王者であることを認めさせた。

### 最初のアイルランド上王
ブライアンはアルスター地方の制圧と平行して、アイルランド全土への彼の管理を強化するための別の手段を進めた。
他のヨーロッパの地域と異なり、アイルランドのローマカトリック教会は、教区の司教や大司教区の大司教の周りではなくどちらかと言うと僧院が立つ土地の王朝の一員である権力を持った修道院長のいる僧院の周りに集中していた。最も重要な僧院はアルスター地方に位置するアーマーであった。
ブライアンの顧問モールスハン・オカロル(Maelsuthain O'Carroll)は'アーマーの書'において、1005年にブライアンは僧院に金22オンスを寄付し、アーマーはアイルランドの宗教的な首都であり全ての他の僧院は収集した資金を送らなければいけないと宣言したと記載している。これは賢い行動であった、なぜならブライアンが上王の地位にある限りアーマーの僧院の優位性が保たれるからである。それゆえに、ブライアンを全ての富と力で支えることはアーマーのための行為であることとなった。 
ブライアンが'アーマーの書'のそのくだりに'上王'(Ard Rí)として言及されておらず、"スコットラム(Scottorum)専制君主あるいは"アイルランドの皇帝"として記されていることは興味深い。("スコットラム"(Scottorum)はアイルランドにおける後期ラテン語の共通語彙。スコットランドが"小スコティア"(Scotia Minor)と呼ばれていたときに、アイルランドは日常的に"大スコティア"(Scotia Major)と言及されていた。)
単なる推測にすぎないがこれは、ブライアンと当時のアイルランド教会が共同して、アイルランドにおける王位の新しい形をイングランドとフランスの王位に倣って確立しようとしたことを示唆している。そこにはもはや各地域の王は存在せず、単一国家にてその全土に権威が及ぶただ一人の王だけがいる。
いずれにしても、上王なり皇帝なりとして、1011年に全てのアイルランド各地域の支配者はブライアンの権威を認めた。これは一旦達成されるも、すぐに再び失われた。
レンスターのモール・モルダは一旦ブライアンの権威をしぶしぶ受け入れたが、1012年に反旗を上げた。アイルランドの諸国との戦争は、ブライアンの息子の一人がモール・モルダを辱めたことと、それがブライアンの権威からの独立を宣言させることに繋がったと記載している。実際の理由が何であれ、モール・モルダは反上王同盟を組む相手国を探し、つい最近ブライアンに下ったアルスター地方の地域支配者を見つけた。
彼らは共同してミース地方を攻撃し、土地の支配者である先代の上王モール・セックネールは王国の防衛のためブライアンに助けを求めた。
1013年にブライアンはマンスター地方とコノート地方南部から軍旗を起こしてレンスター地方に入り、息子ムラハの分隊は3ヶ月間レンスター地方の南半分を略奪した。ムラハとブライアンの軍は9月9日にダブリンの城壁の外で再び合流した。ダブリンの都市は封鎖された。しかしながら上王の軍の方が先に物資が尽きたためにブライアンは包囲戦の中断を余儀なくされ、クリスマスの前後にマンスターに戻った.

### クロンターフの戦い

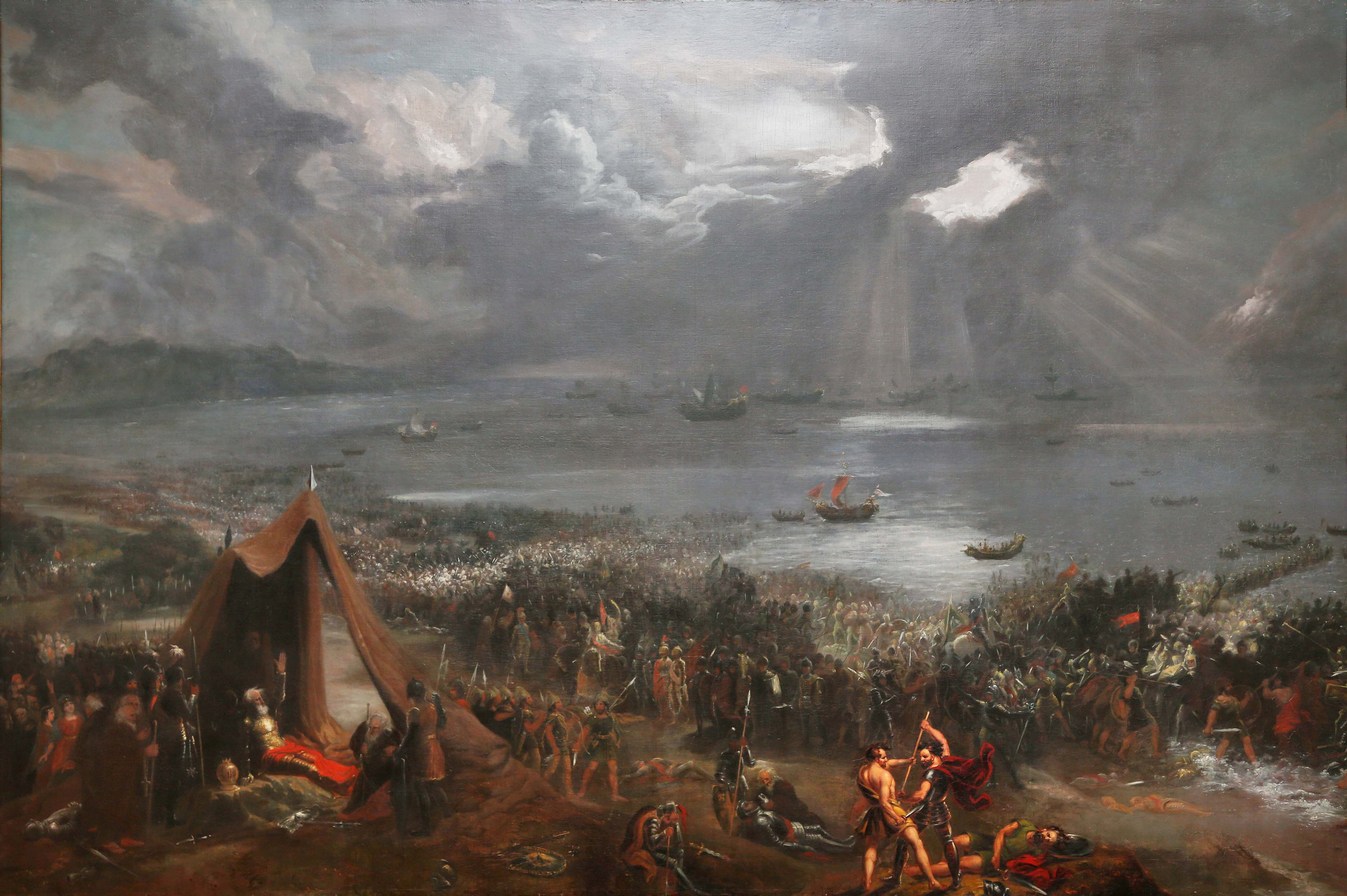
クロンターフの戦いの油絵(1826年、ヒュー・フレイザー作)

モール・モルダは、もう一度1014年に上王が彼を打ち負かすためにもう一度ダブリンに戻ってくるだろうということに気付いた。彼は、ブライアンへ反旗をひるがえすことによって、ブライアンが服従を強いた他の地域の全ての支配者の助けを得ることができると楽観視していたかもしれない。もしその通りであればかれは大変失望した。なぜなら、アルスター地方すべてとコノート地方のほとんどが上王に軍隊を提供しないながらも、アルスターの一人の支配者を除いて誰もモール・モルダを支援しようとはしなかったからである。彼がアイルランドのどの支配者からも軍隊を得ることができないことは、なぜモール・モルダがアイルランド国外の支配者から軍隊を得ようとしたかその理由を説明しているかもしれない。彼は、自分の部下と、従兄弟であるダブリンの支配者シトリックに、支援を得るため国外に行くよう指示した。
シトリックはオークニー諸島に渡り、その次にマン島で足を止めた。これらの島々ははるか以前よりヴァイキングによって占拠されており、アイルランド系ノース人はオークニー諸島およびマン島と親密な関係を持っていた。実際のところ、980年にシトリックの父アヴラブ・クアラン(Amlaíb Cuarán)、990年にシトリック自身によって島々のノース人を雇った前例があった。なお、彼らの動機は土地ではなく盗みだった。アイルランドの諸国との戦争の主張を否定することになるが、アイルランドを奪い取ろうとするヴァイキングの企てはそもそも存在しなかった。
ダブリンのノース系アイルランド人とマン島からのノース人の全員はモール・モルダの軍に入った。しかし一方で上王も同じように、自軍にヴァイキングを抱えていたことを忘れてはならない。リムリックを始めとしておそらくウォーターフォード、ウェックスフォード、コークといった都市のアイルランド系ノース人、そして、いくつかの出典によればマン島から来たノース人傭兵たちの宿敵関係にあるグループがそれに該当する。基本的に、外国人たちが少数派として参加したことがこのアイルランド内戦を特徴づけている。
モール・モルダが国外から得たどんな軍と一緒であっても、ブライアンが組織した軍は地元マンスター地方およびコノート地方南部の軍隊、それに古くからの宿敵モール・セックネールの命令を受けたミース地方の男たちを含んでいた。一番若い息子ドナハ(Donnchad)の配下の騎馬分隊に(おそらくモール・モルダの軍を蹴散らすことを期待して)南レンスターを襲撃するよう命令したことに十分安心していたことから、彼は数の上ではモール・モルダの軍を圧倒していたかもしれない。
上王にとって不幸なことに、数の上で優勢であったならばそれはすぐに失われた。ミース王との不和は、モール・セックネールが援軍の派遣を拒むこととなった。 (ブライアンはドナハを見つけて分隊と共に戻ってくるよう使者を送ったが、その声がやって来るのはあまりに遅かった。) 
彼の問題を悪化させたことに、オークニー伯爵Hlodvirの息子シグルド(Sigurd Hlodvirsson)とマン島のen:Brodirに率いられたノース人の派遣団が4月18日聖枝祭に到着した。戦いは 聖金曜日である5日後の4月23日に起こる。

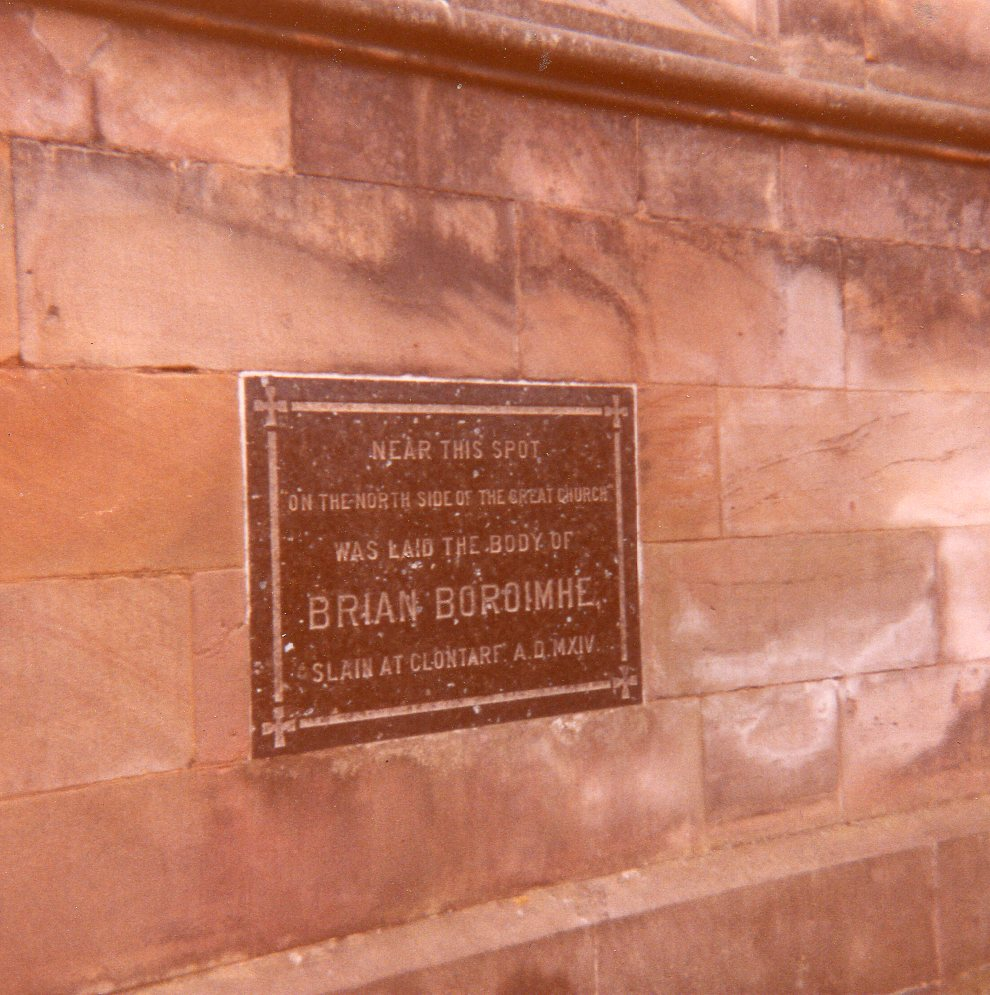
アーマーの聖パトリック大聖堂(COI)にあるブライアン・ボルの墓所の額板

戦いはちょうどダブリンの都市の北クロンターフで起きた。どの史書もこのクロンターフの戦いが一日中続いたと記述しているように、両者の勢力はちょうど均衡していたのだろう。この史書の記述は誇大表現でもあるかもしれないが、長く延々と続く戦いであったことを示唆している。
英雄らしい一対一の戦闘での死から、テントの中で祈っている時に脱走したマン島のen:Brodirに殺害されるという話まで、どのようにブライアンが殺されたかについてはたくさんの伝説がある。
ブライアンの遺体は、現在のダブリン県にあるソーズ（Swords）に運ばれて葬儀がとりおこなわれ、その後アーマーに運ばれて埋葬された。埋葬場所はアーマー市の聖パトリック大聖堂の北翼廊の外側と言われている。

## 歴史的視点
ブライアンの一般的なイメージ、つまりアイルランドを'デーン人' (ヴァイキング)の占領から解放しの各地域の指導者をまとめあげた統治者というものは、ブライアンが主要な役割を受け持っている12世紀の作品『アイルランド人と異教徒との戦』の喧伝からの強い影響に始まるものである。現在ではこの作品は、かつてほぼ イー・ネール が独占していた称号である上王の地位をブライアン一族が取って代わったことの正統化を意図して、ブライアンの曾孫ムルタ・ウア・ブライアン(Muirchertach Ua Briain)からの委託によって作成されたものと考えられている。
この作品は学者や世俗作家に影響したが、当時それらは決して大げさなものとは受け取られなかった。1970年代まで、アイルランドでのヴァイキングの活動やブライアン・ボルの経歴に関するほとんどの学術文書は、書かれたそのままにアイルランドの諸国との戦争の主張を受け入れていた。
ブライアンはアイルランドをノース人(ヴァイキング)の支配から解放しなかった、なぜならそもそもヴァイキングはアイルランドを征服していなかったからである。8世紀の最後の10年間、ノース人の侵略者はアイルランドの中の目標の土地に攻撃を始め、9世紀半ばに侵略者はダブリン、リムリック、ウォーターフォード、ウェックスフォード、コークといった後にアイルランドの最初の都市となる防御壁を備えたキャンプを設立した。ほんの数世代の間で、これらの都市のノース人はキリスト教に転向し、アイルランド人と異民族婚し、ゲール語、服装や習慣といったアイルランド文化を取り入れて、歴史家が'アイルランド系ノース人'と呼ぶ存在になっていった。このようなアイルランド系ノース人の都市はブライアンの生まれるはるか前からアイルランドの政治局面で完全に融合していた。彼らはアイルランド人の支配者からよく攻撃を受け、他の支配者と共に同盟を結んだ。ヴァイキングたちはイルランドを征服していたと言うよりはむしろ、始めこそアイルランドに侵攻してそのまま住みつきはしたものの、実際のところアイルランド人に同化された存在だった。

## 妻と子供
ブライアンの最初の妻はコノート王en:Uí Fiachrach Aidneの娘モア(Mór)だった。彼女はブライアンの3人の息子ムラハ(Murchad)、コンホバル(Conchobar)、フラン(Flann)の母だと言われている。後の系図はこれらの息子たちはいずれも子孫を残さなかったとしているが、一方でムラハには（後述の同名人物とは別の）タドグという息子がおり祖父や父と共にクロンターフで殺されたとの記録が残っている。
南ウィ・ニールの目立たない分家Uí Áeda Odbaの王の娘であるEchradは、タドグの母である。タドグの息子トゥールロホ(Toirdelbach、英語表現でターロック(Turlough))と孫ムルタ(Muirchertach)は、ブライアンに勝るとも劣らない権力や名声を得ることとなる。
ブライアンの最も有名な妻ゴルメス(GormlaithまたはGormflaith、960年頃-1033年)はレンスターのモール・モルダの姉妹でありシトリックの母である。彼女はダブリン及びヨークの王アヴラブ・クアラン(Amlaíb Cuarán、別名オラフ・クアラン(Olaf Cuarán))と結婚し(二人の間に後のダブリン王シトリックが産まれる)、次にモール・セックネールの妻となり、最後にブライアンの妻となった。彼女との子が、異母兄タドグを1023年に殺した後マンスターを40年間支配したドナハ(Donnchad)である。
ブライアンは6番目の息子ドーナル(Domnall)を持った。ドーナルは父より早くに亡くなりながらもどうやら少なくとも一人生き残った息子がいるようだが、その名前は知られていない。ドーナルはおそらく、ブライアンの4番目の妻として知られるコノート王タイグの子コンホバルの子カハル(Cathal)の娘Dub Choblaig(-1009年)との子だろう。
ブライアンは少なくとも3人の娘を持ったが、その母親の名は記録されていない。Sadb(-1048年) はイニスファレン年代記に記録されており、モール・ムアドの息子であるオーガノクト王キアン(Cian)と結婚した。Bé Binnは北ウィ・ニール王フライスバールタッハ・ウィ・ニールと結婚した。3番目の娘Slániは、ブライアンの義理の息子にあたるダブリン王シトリックと結婚した。
ニャールのサガによると、Kerthialfadという名の養子がいた。

## アイルランドの姓"オブライアン"
ブライアンの子孫は、Ó Briain、O'BrienO'Brianなどの姓を名乗るウィ・ブライアン(Ui Briain)(オブライアンO'Brien)氏族として知られる。"O"は元々"Ó"であり、更にÓ は名前を挙げられた人の孫や子孫を意味する"Ua"から来ている。接頭辞はよく、ゲール語のアキュート・アクセント(síneadh fada)である"´"の代わりにアポストロフィを用いて「O'」と英語表現されている。オブライアン家は後にアイルランドの主要な王朝血族の１つに位置づけられる。(en:Chiefs of the Nameを参照).

## 大衆文化
- ドーナル・オニール(Donal O'Neill)のブライアン・ボルについての歴史小説 死の子孫(Sons of Death、1988年)は、ブライアンの王宮の若い貴族メルパトリック(MelPatrick)の視点から語っている。フィクションとして、遠い昔に失われたブライアンのサガを出典に用いたとしている。なお、この小説は紀元前800年頃に始まるアイルランドの歴史に基づいたシリーズの第3巻である。(第1巻るつぼ(Crucible)、第2巻神々と男たち(Of Gods and Men))

- モーガン・リウェリンは、アイルランドのライオン(Lion of Ireland)と銘してブライアンの生涯を小説化した。続編ライオンたちの誇り(Pride of Lions)は、彼の息子ドノー(Donough)とティーグ(Teigue)の王冠を巡った争いの物語を語っている。

- 彼は、アイルランドの伝統音楽のレパートリーの中で最も古いチューンの1つのタイトル"ブライアン・ボルの行進曲"(Brian Boru's March)にその名を残している。このチューンは未だにアイルランド伝統音楽のミュージシャンに広く演奏されている。

- 現存する最古のアイリッシュハープは、ブライアン・ボルのハープ(Brian Boru's Harp)の名で呼ばれ[18]、ダブリン大学・トリニティ・カレッジ図書館で一般公開されている。

- カナダのTV番組遺跡ハンターでは、"アイルランド最後の王"ブライアン・ボルの失われた王冠の捜索が行われている。

- エドワード・ラザーファードは、歴史フィクションアイルランドの王子:ダブリン・サガの中の一章をブライアン・ボルに割り当てている。ここでは、ブライアンはテントの中で祈っている最中に死んだという説が採用されている。

- ブライアン・ウッドのヴァーティゴー劇画小説シリーズ北国の人第2巻はクロンターフの戦いを含む、ヴァイキングによるアイルランドの"占領"の背景を考慮したシリーズである。

- ディズニー映画ダービーおじさんと不思議な小人たちにて、レプラコーンの王ブライアン・コーナーズはデーン人 (ヴァイキング)を追い払うことに使われた剣ブライアン・ボルをダービーに見せている。

- プロレスラーシェイマスは、キャラクターキング・シェイマスの一部として宣伝を止めていた間に数回ブライアンに言及した。

- ブライアン・ボルの最後の戦いとその死についての物語はフランク・ディレイニーの小説アイルランドの中で語られている。

- ジョン・マイヤーズ・マイヤーズの小説en:Silverlock(1949年)では、主人公の視点からブライアン・ボルの死が描かれている。

- SFテレビドラマ スタートレック:ディープ・スペース・ナインの登場人物の一人マイルズ・オブライエンは、シーズン4のエピソード"Bar Association"の中で、自分がブライアン・ボルの直系の子孫であると発言している。

- アイルランド最大のアマチュアスポーツ組織ゲーリック体育協会(GAA、Gaelic Athletic Association)では、ゲーリックフットボール、ハーリング、カモギー、ゲーリックハンドボールにおいてたくさんのクラブがブライアン・ボルにちなんで命名されている。(但し、いくつかはもう解散している。) [19]
  - アイルランド：ファーマナ県(キナウリー)、ティペラリー県(クロジーン・レディーズ、アナカーティー＝ドノヒル・ハーラーズ、ブライアン・ボル・カモギー・クラブ)、ウェストミース県(バリーモア)、リートリム県(ガーヴァー) 、コーク県(シャンボールイモア)、ロスコモン県(ストロークスタウン)、ダブリン県(クロンターフ、ブライアン・ボルズ・ハンドボール)、アントリム県(クーシェンダン)、クレア県(クラットロー=キラロー)
  - イングランド：ロンドン
  - アメリカ：ペンシルヴァニア(フィラデルフィア・ハーリング・クラブ)、オレゴン州(ポートランド・ハーリング・クラブ)

- ブライアン・ボルの遺体の発掘は2014年4月1日の'学術'系の記事のテーマだった。(実際にはこれは、よく造られたエイプリルフールのいたずら記事である。)[20]

### 一次資料
- McCullough, David Willis (2002). Wars of the Irish Kings: A Thousand Years of Struggle, from the Age of Myth Through the Reign of Queen Elizabeth I. Random House. ISBN 978-0-609-80907-5
- Jaski, Bart (2005). "Brian Boru (926[?]–1014)". In Seán Duffy (ed.). Medieval Ireland. An Encyclopedia. Abingdon and New York. pp. 45–47.
- Duffy, Seán (2004年). “Brian Bóruma (Brian Boru) (c.941–1014)”. Oxford Dictionary of National Biography.   Oxford University Press. 2010年2月24日閲覧。
- Ní Mhaonaigh, Máire (2007). Brian Boru. Ireland's greatest king?. Stroud: Tempus. ISBN 978-0-7524-2921-2
- Ó Corráin, Donncha (1972). Ireland before the Normans. The Gill History of Ireland. 2 (1st ed.). Dublin: Gill & Macmillan. ISBN 0-7171-0559-8